# مقاومة للنيران

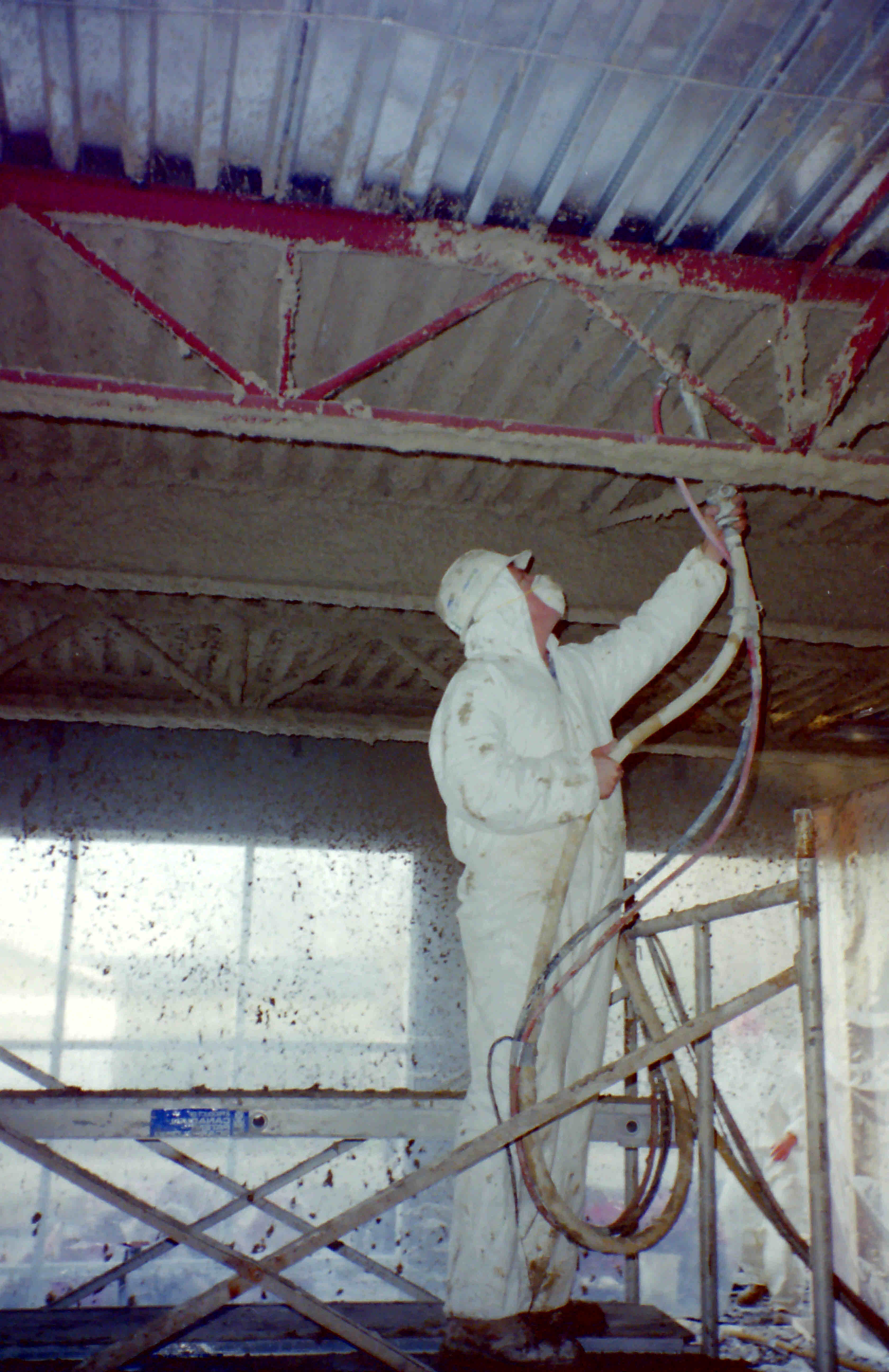
تجهيز منشأة لمقاومة النيران

المقاومة للنيران هي معالجة صناعية هندسية تهدف إلى جعل المواد، مثل المواد الإنشائية من مواد البناء أو غيرها مقاومةً للنيران أو للاحتراق. تطبق مبادئ مقاومة النيران في مجالات مختلفة تتضمن بشكل أساسي الإنشاءات التجارية والسكنية والعسكرية.
على سبيل المثال تتضمن التصاميم الهندسية المقاومة للنيران إدراج جدار حماية مقاوم للنيران في المخطط الهندسي.